# Sifre
Pour l’article ayant un titre homophone, voir Siffre.
 (juillet 2018).
Si vous disposez d'ouvrages ou d'articles de référence ou si vous connaissez des sites web de qualité traitant du thème abordé ici, merci de compléter l'article en donnant les références utiles à sa vérifiabilité et en les liant à la section « Notes et références ».
Ne doit pas être confondu avec Sifra.
Le Sifre (hébreu : סִפְרֵי ce qui signifie « livres »; siphrēy, Sifrei, ou encore Sifre debe Rab ou Sifre Rabbah) fait référence aux deux autres volets du Midrash halakha basés sur les deux derniers livres de la Torah : Bamidbar (les Nombres) et Devarim (Deutéronome). On estime au IIIe siècle la date où ces livres sacrés ont été compilés.